# NGC 7504
NGC 7504 is een ster in het sterrenbeeld Pegasus. Het hemelobject werd op 2 september 1864 ontdekt door de Duitse astronoom Albert Marth.